# ATP Challenger China International Nanchang
L'ATP Challenger China International Nanchang è un torneo professionistico di tennis che fa parte dell'ATP Challenger Tour. Si gioca annualmente a Nanchang in Cina. Fino al 2016 l'evento si teneva sul cemento dello Jiangxi International Sports Center. Dal 2018 si svolge sulla terra rossa indoor dello Zhongchang Rednet Center.

## Albo d'oro

### Singolare
| Anno | Campione        | Finalista       | Punteggio        |
| ---- | --------------- | --------------- | ---------------- |
| 2019 | Andrej Martin   | Jordan Thompson | 6–4, 1–6, 6–3    |
| 2018 | Quentin Halys   | Calvin Hemery   | 6–3, 6–2         |
| 2017 | Non disputato   | Non disputato   | Non disputato    |
| 2016 | Hiroki Moriya   | Chung Hyeon     | 4–6, 6–1, 6–4    |
| 2015 | Peter Gojowczyk | Amir Weintraub  | 6–2, 6–1         |
| 2014 | Gō Soeda        | Blaž Kavčič     | 6–3, 2–6, 7–6(3) |

### Doppio
| Anno | Campioni                               | Finalisti                          | Punteggio           |
| ---- | -------------------------------------- | ---------------------------------- | ------------------- |
| 2019 | Sander Arends Tristan-Samuel Weissborn | Alex Bolt Akira Santillan          | 6–2, 6–4            |
| 2018 | Gong Maoxin Zhang Ze                   | Ruben Gonzales Christopher Rungkat | 3–6 ,7–6(7), [10–7] |
| 2017 | Non disputato                          | Non disputato                      | Non disputato       |
| 2016 | Wu Di Zhang Zhizhen                    | Nicolás Barrientos Ruben Gonzales  | 7–6(4), 6–3         |
| 2015 | Jonathan Eysseric Jürgen Zopp          | Lee Hsin-han Amir Weintraub        | 6–4, 6–2            |
| 2014 | Chen Ti Peng Hsien-yin                 | Jordan Kerr Fabrice Martin         | 6–2, 3–6, [12–10]   |